# Корчин (Стрийський район)
Ко́рчин — село у Стрийському районі Львівської області (Україна). Населення села становить ▼1069 осіб. Орган місцевого самоврядування — Сколівська міська рада.

## Географія
Село розташоване при дорозі «Верхнє Синьовидне—Східниця», на березі річки Стрий та потоку Велика Річка. 

## Історія

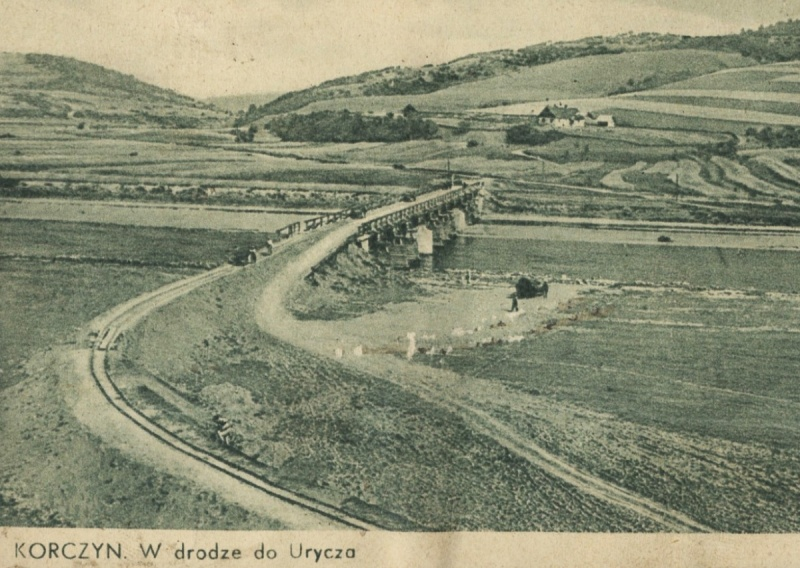
Корчин в міжвоєнний період

Перша документальна згадка про село датується 1446 роком. Поселення є колискою Драго-Сасівського роду гербу Сас — Корчинських. Історично Корчин поділений на дві частини:
- східна — раніше називалася Корчин Рустикальний, де стоїть церква святих Кузьми і Дем'яна (1824 р.);
- західна — мала назву Корчин Шляхецький, яка розташована біля потоку.

У 1940-50-і рр. село і прилеглі ліси були осередком боротьби вояків УПА.
Із селянської родини в Корчині вийшли українські письменники і громадсько-культурні діячі брати священик Богдар Кирчів (1856—1900) — автор і досі популярної пісні «Крилець, крилець, соколе, дай» та ряду віршів, що також у свій час були покладені на музику композиторами Віктором Матюком і Остапом Нижанківським; та учитель Павло Кирчів (1862—1916), перу якого належить ряд віршів, оповідань і нарисів з життя селян, інтелігенції, на шкільні теми і літературно-критичних та публіцистичних статей.
До кінця 1990-х років в селі знаходився Корчинський світлотехнічний завод ВАТ «Іскра», який виготовляв електроосвітлювальну апаратуру і електрогірлянди та був одним із найбільших підприємств Сколівського району.
Поблизу Корчина на базі свердловин № 10 і № 19 мінеральної води типу «Нафтуся» розташований завод з розливу мінеральної води. Згідно з Постановою Кабінету Міністрів від 28 грудня 1996 село належить до курортних.

## Населення
Згідно з переписом УРСР 1989 року чисельність наявного населення села становила 1379 осіб, з яких 688 чоловіків та 691 жінка.
За переписом населення України 2001 року в селі мешкало 1280 осіб. 100 % населення вказало своєю рідною мовою українську.

## Визначні природні та історико-культурні об'єкти

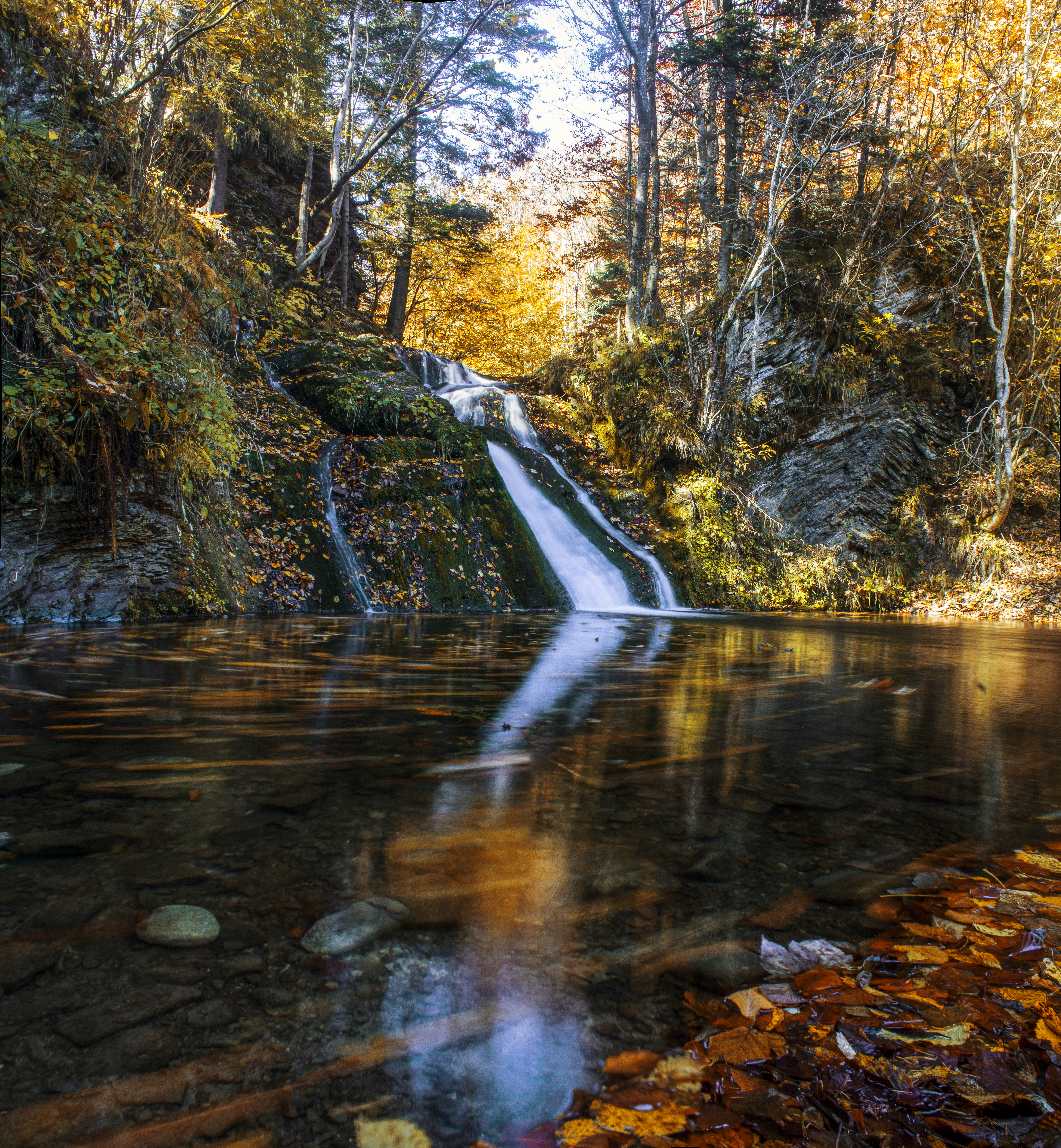
Водоспад Гуркало

На потоці Велика Річка на відстані приблизно 6 км від села Корчин розташована гідрологічна пам'ятка природи — водоспад Гуркало, який утворився в місці прориву палеогенових пісковиків. Висота водоспаду — приблизно 5 м, довкола оточений лісом. Висота місцевості над рівнем моря: ~ 570 м.
Неподалік від водоспаду височіє гора Кичера, біля підніжжя якої відбувались бої УПА. Також у околиці від села знаходиться гора Парашка (1268,5 м) — найвища вершина Сколівських Бескидів. За хорошої погоди її далеко видно з прикарпатських рівнин, а панорами з вершини гори — одні з найпротяжніших в Бескидах.

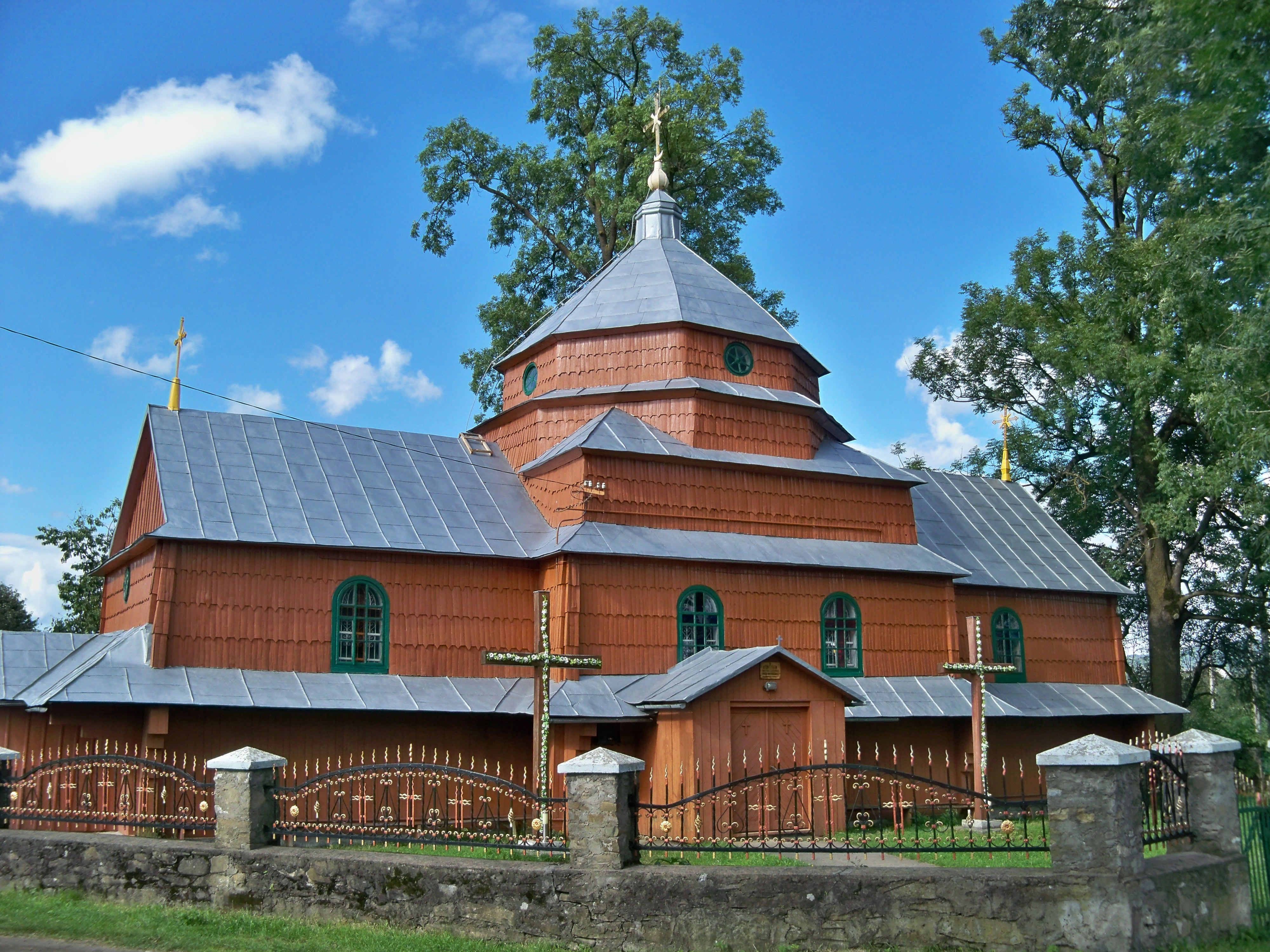
Церква святих Косьми та Дем'яна

Дерев'яна бойківська церква святих Косьми та Дем'яна знаходиться у центрі села Корчин, біля головної дороги. Церкву збудовано у 1824 році, відремонтовано — у 1890 році. Канонічна візитація церкви відбулася 1909. Церква — тризрубна, одноверха. Об'єм нави накритий восьмигранним шатром, який завершений глухим ліхтарем з маківкою. Бабинець і вівтар мають двосхилі дахи. По периметру будівлі влаштоване піддашшя. Входи з півдня і заходу підкреслені двосхилими дашками, які виступають з площини піддашшя. На північний-захід стоїть дзвіниця. Загалом, церква типової конструкції та класичного кольору. Відрізняється від багатьох дерев'яних церков гірської частини Львівської області місцерозташуванням (стоїть у долині, біля річки Стрий) та відсутністю біля неї цвинтара.
27 серпня 2006 року у селі Корчин відбулося відкриття пам'ятника Іванові Франку. Пам'ятник встановлено на тому місці, де геніальний письменник виступав перед громадою села 26 серпня 1884. Погруддя Франка споруджено з ініціативи депутатів Сколівської районної ради, голови сільської ради Корчина Ігоря Зубрицького, за підтримки Сколівської РДА (голова І. Свистун), районної ради (голова М. Романишин) та меценатів Василя Бандерича і Романа Дяківа. Завдяки натхненній праці ініціатори знайшли союзників в особі авторів пам'ятника: скульптора В. Одрехівського і архітектора М. Білого, а також багатьох доброзичливців, які фізично, матеріально і духовно долучилися до втілення проєкту в життя.

## Галерея

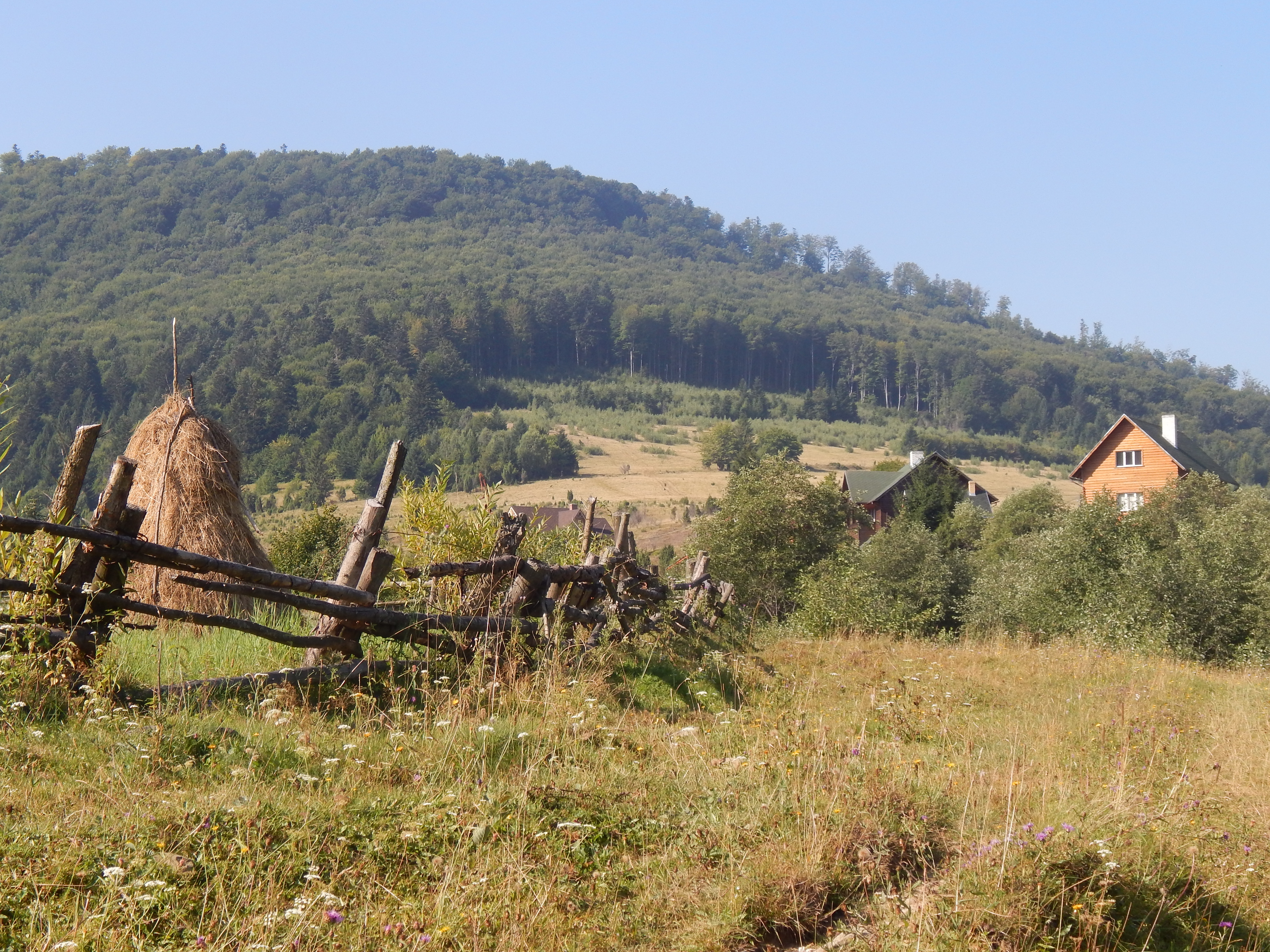
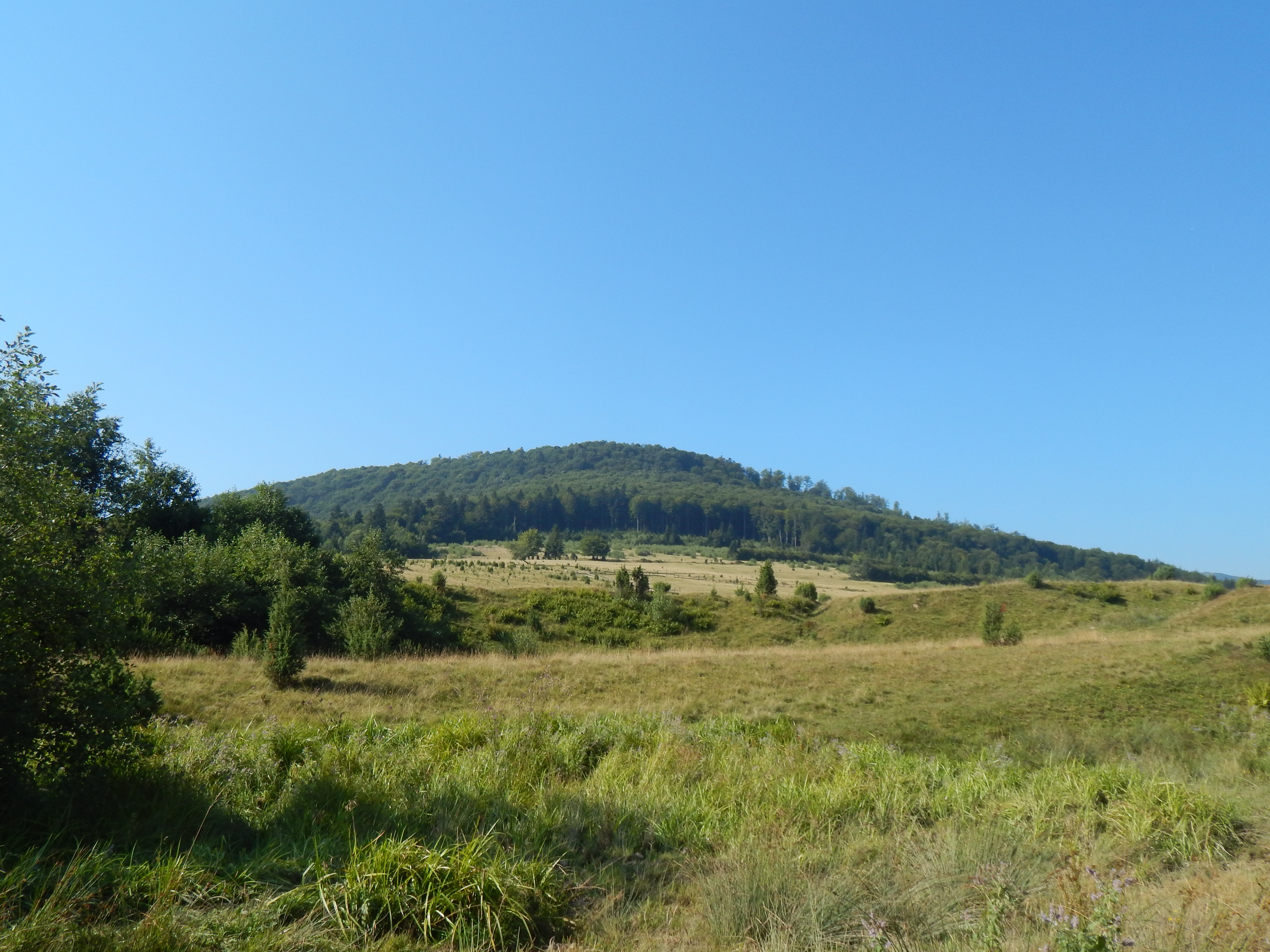
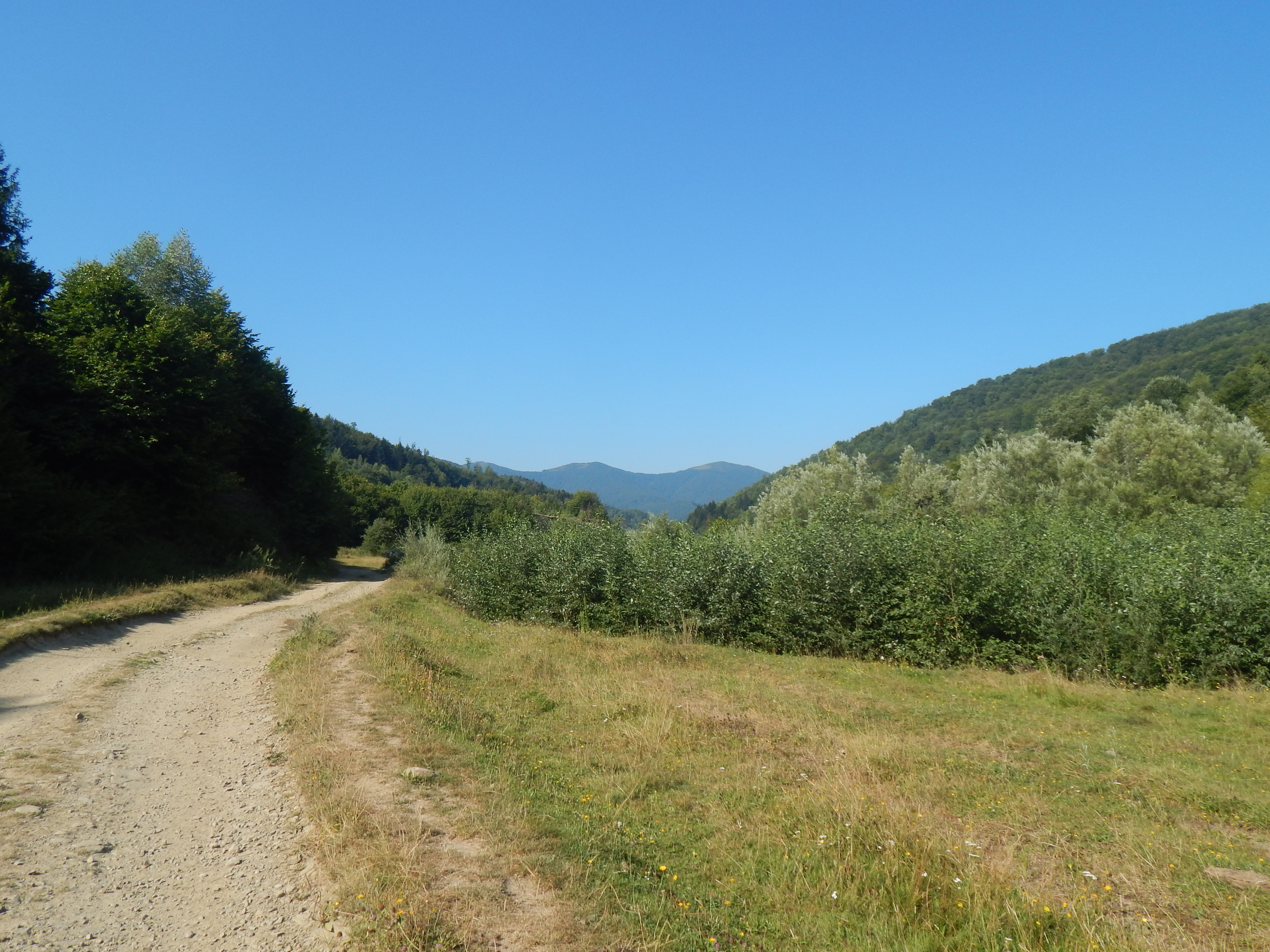
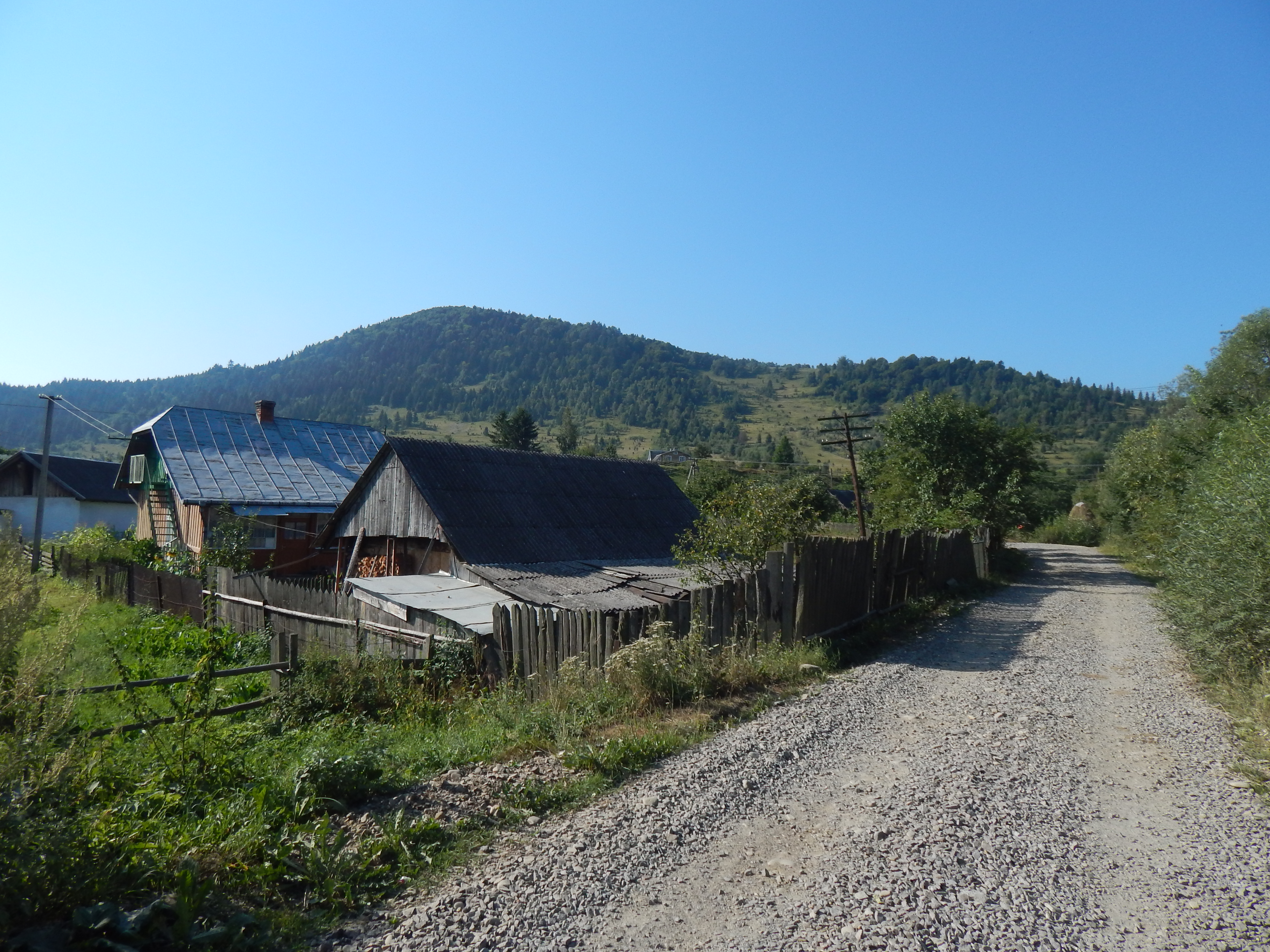
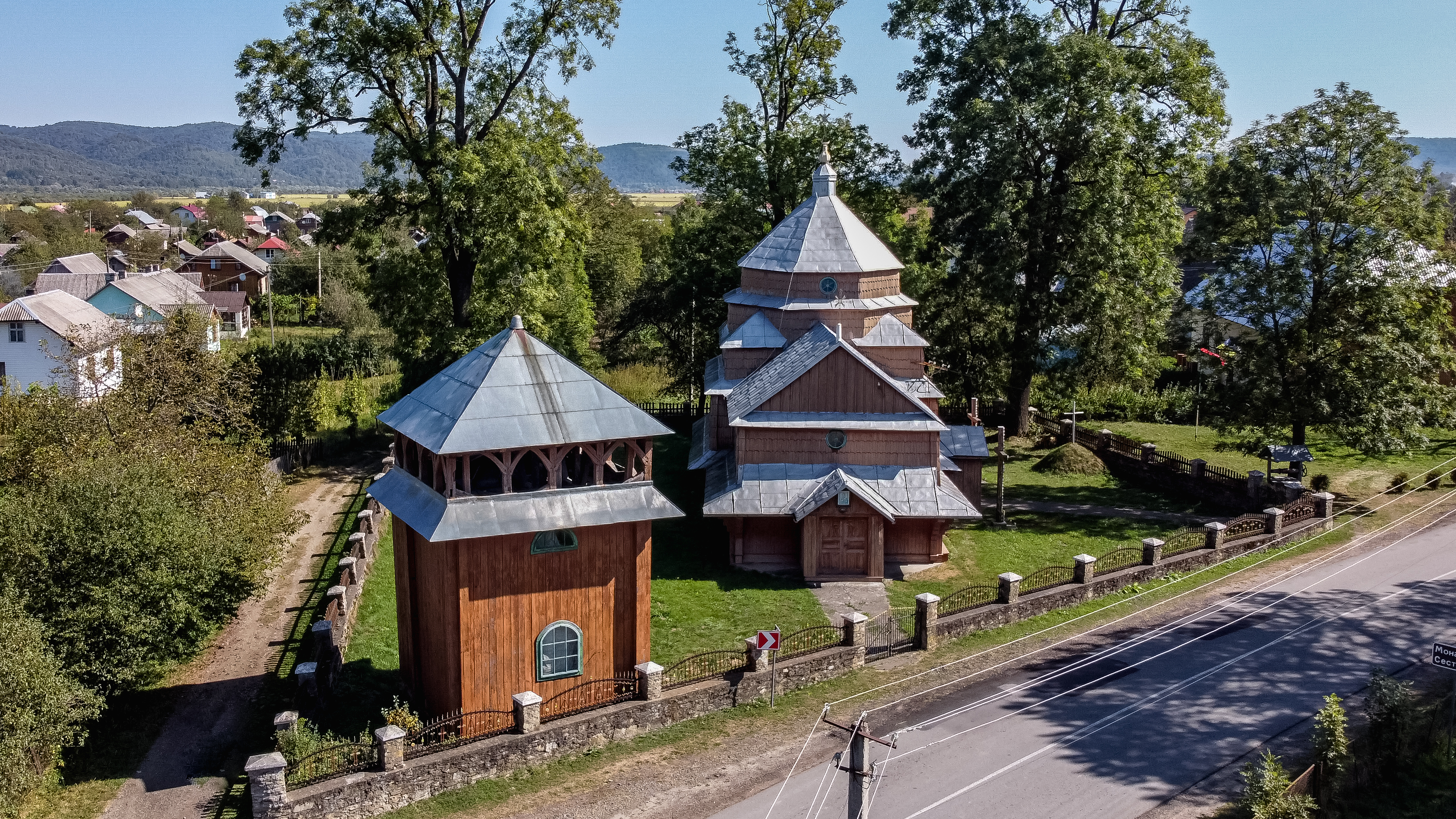
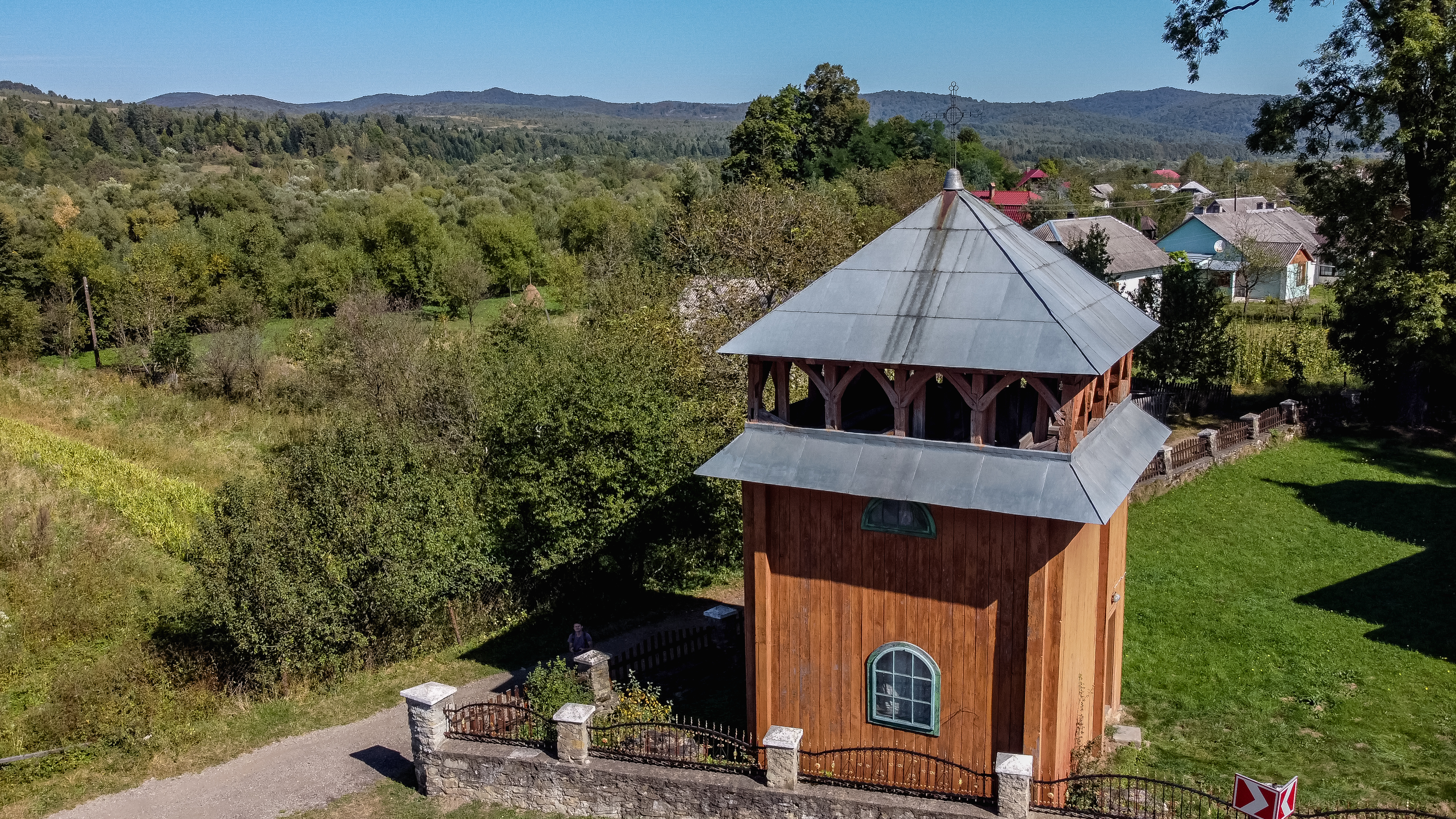

## Відомі особи

### У селі народилися
- Безушко Володимир (1894—1980) — український літературознавець, перекладач, педагог. Дійсний член НТШ і УВАН;
- Воскрес Мирон-Григорій Григорович «Мирон» — член ОУН, старший вістун УПА (?); відзначений Срібним хрестом бойової заслуги 1 класу (15.10.1949)[7];
- Радевич-Винницький Ярослав Костянтинович — український мовознавець. Кандидат філологічних наук;
- Зубрицька Марія Олексіївна (1957) — українська літературознавиця, перекладачка;
- Захарчин Галина Миронівна  — професор, доктор економічних наук;
- Богдар Кирчів (12 червня 1856 — 19 жовтня 1900) — священик УГКЦ, український письменник, поет, громадський і політичний діяч;
- Кирчів Павло Олексійович (16 березня 1862 — 12 червня 1916) — український письменник, педагог, громадський і культурний діяч;
- Кирчів Роман Федорович (14 квітня 1930 — 7 травня 2018, Львів) — український літературознавець, фольклорист, етнограф. Доктор філологічних наук, професор. Дійсний член Наукового товариства імені Шевченка.
- Хандон Іван Михайлович (1911—1989) — український художник, громадський діяч, учасник українського визвольного руху. Член ОУН.
- Яцкович–Корчинський Петро Павлович[8] — учасник УПА, став одним із героїв роману Василя Шкляра «Троща».

### Померли
- Лаврів Іван — Діяч ОУН. Повітовий провідник Долинського повіту (1939—1941), окружний провідник Калуської округи (1942—1945), обласний провідник Дрогобицької області (1945—1949).